# 필리프빌

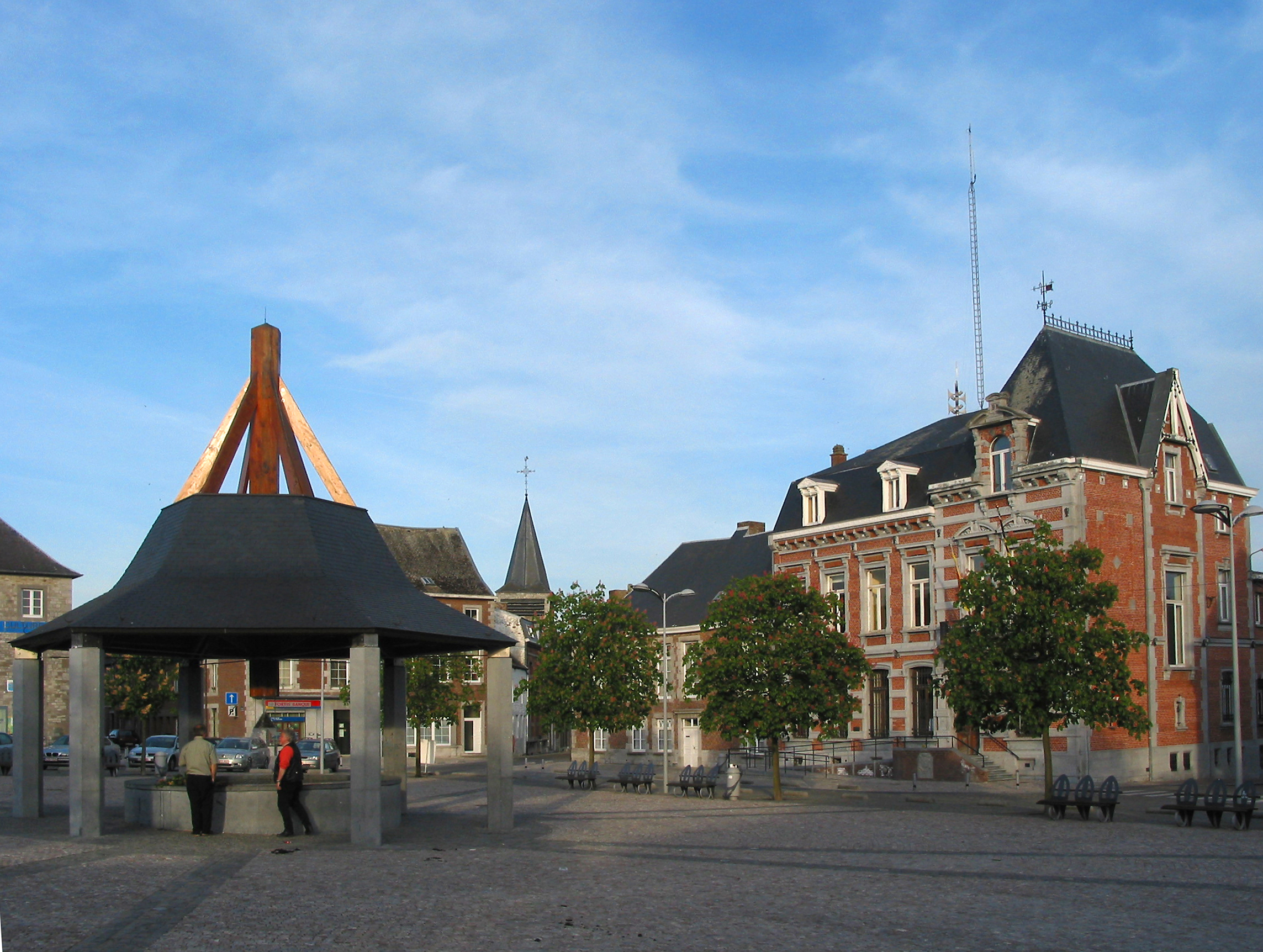
필리프빌

필리프빌(프랑스어: Philippeville)은 벨기에 왈롱 나뮈르주에 위치한 도시로 면적은 156.71km2, 인구는 9,001명(2013년 1월 1일 기준), 인구 밀도는 57명/km2이다.

시 문장